# 佐藤瑠香
佐藤瑠香（日语：／ Satō Ruika，1992年3月27日—）生于福冈县中间市，是一名日本女子柔道运动员，主攻78公斤级项目。她的弟弟佐藤正大同样也是一名柔道运动员。佐藤瑠香6岁时开始在香月道场练习柔道。2010年毕业后加入小松女子柔道部，同年便获得世界柔道锦标赛公开级项目参赛资格，然而她在2010年和2012年分别遭遇右膝前十字韧带损伤和左膝前十字韧带，其中前者令她休赛约一年。